# J. Lyle
J. Lyle, eigentlich Joshua Lyle Johnson, ist ein US-amerikanischer Schauspieler und Synchronsprecher.

## Leben
Lyle sammelte bereits als Kind Erfahrungen als Schauspieler auf der Bühne. Nach dem Abitur besuchte er eine Kunstschule und wechselte schließlich zum Phoenix Film Institute for On-Camera Technique. Anschließend besuchte er einen zweijährigen Intensivkurs. Er ist in Los Angeles bei Spotlight Management und Coast to Coast Talent Group unter Vertrag.
Nachdem Lyle von Theater zum Film gewechselt war, gab er sein Filmdebüt 2009 in dem Kurzfilm Deviation, der am 1. Januar 2009 auf dem Phoenix Film Festival uraufgeführt wurde. Im selben Jahr war er in den Spielfilmen Middle Men, einer Tragikomödie, und Away We Go – Auf nach Irgendwo, einer Komödie, sowie in der Mini-Fernsehserie Maneater besetzt. In den darauffolgenden Jahren stand er in weiteren Kurzfilmen, einzelnen Episoden verschiedener Fernsehserien und B-Movies, wie 2015 in Jurassic Monster oder 2016 in Atomic Shark,  auf der Besetzungsliste.

## Filmografie
- 2009: Deviation (Kurzfilm)
- 2009: Middle Men
- 2009: Maneater (Mini-Fernsehserie, 2 Episoden)
- 2009: Away We Go – Auf nach Irgendwo (Away We Go)
- 2009–2010: Sonoran Living Live (Fernsehserie, 2 Episoden)
- 2010: Fast Track to Fame (Fernsehserie)
- 2010: Wild Ride
- 2010: Contingency (Kurzfilm)
- 2010: Piranha 3D
- 2010: Alles muss raus (Everything Must Go)
- 2010: Dead West
- 2011: Xtraction (Kurzfilm)
- 2011: Valley of the Sun
- 2011: Apocalypse Salad (Kurzfilm)
- 2011: Cactus Surfing (Fernsehserie)
- 2012: Suspicion
- 2012: One Hit from Home
- 2012: Hands (Kurzfilm)
- 2012: There’s Something I Want You to Know (Kurzfilm)
- 2012: The Manipulated Living (Kurzfilm)
- 2013: Cathedral Canyon
- 2013: EVA, Hell’s Angel. A Glimpse into the Life of Eva Braun (Kurzfilm)
- 2013: Camp 139
- 2014: Coyote Requiem
- 2014: All About Reeves (Fernsehfilm)
- 2014: Where Terror Sleeps (Kurzfilm)
- 2014: The Date (Kurzfilm)
- 2015: Deuandra: Stuck in His Ways
- 2015: End to the Suffering (Kurzfilm)
- 2015: Diamond Cobra vs the White Fox (Fernsehfilm)
- 2015: Blurred Vision (Kurzfilm)
- 2015: Jurassic Monster (Monster: The Prehistoric Project)
- 2016: Ilyushin (Kurzfilm)
- 2016: Atomic Shark
- 2016: The Kingdom (Kurzfilm)
- 2017: Lures (Kurzfilm)
- 2017: Faye’s Redemption
- 2018: Crusader (Kurzfilm)
- 2018: Cargo (Kurzfilm)
- 2019: Crocotta (Kurzfilm)
- 2019: For the Throne (Mini-Fernsehserie)